# Grafikzeichen
Ein Grafikzeichen ist Schriftzeichen für ein Zierrat, ein grafisch gestaltetes Zeichen, welches weder Buchstabe, noch Ziffer, noch Sonder- oder Steuerzeichen ist.
Grafikzeichen dienen einmal dazu, fehlende Grafikfähigkeiten wenigstens rudimentär zu ersetzen. Hierzu gehören z. B. Zeichen zum Zeichnen von Tabellen und Balkendiagrammen. Zum anderen ergänzen Grafikzeichen die gängigen Zeichensätze. Solche ergänzenden Zeichensätze enthalten teils Verzierungen, teils aber auch sinnhafte Zeichen (z. B. Briefkastensymbol).
Beispiele für Grafikzeichensätze sind Wingdings und Zapf Dingbats. Unicode-Blöcke mit Graphikzeichen sind Arrows (2190–21FF), Verschiedene technische Zeichen (2300–23FF), Blockelemente (2580–259F), Geometrische Formen (25A0–25FF),Dingbats (2700–27BF), Miscellaneous Symbols (U+2600–U+26FF), Miscellaneous Symbols and Arrows (2B00–2BFF).